# Sean Conly
Sean Conly (* 1970) ist ein US-amerikanischer Jazz-Bassist (Kontrabass, E-Bass).

## Leben
Conly wuchs im Raum Kansas City auf und besuchte zunächst das Konservatorium der University of Missouri–Kansas City; daneben spielte er gelegentlich mit den lokalen Größen Ahmad Alaadeen, Jay McShann oder Claude „Fiddler“ Williams. 1992 setzte er seine Studien auf dem Kontrabass bei Rufus Reid und Todd Coolman an der William Paterson University fort. 1994 zog er nach New York City und begann seine Karriere bei Russ Lossing, Andrew Hill, Ray Barretto und Freddie Hubbard. Mit Cedar Walton, Randy Brecker, Howard Alden und Lew Tabackin tourte er im Jahr 2000 als Newport Millennium Celebration. Er legte zwei Alben unter eigenem Namen vor, Re: Action (Clean Feed Records, 2008) mit Michaël Attias, Tony Malaby und Pheeroan AkLaff und mit Attias das Duoalbum Think Shadow. 2012 arbeitete er in der Formation Grass Roots (mit Alex Harding, Darius Jones, Chad Taylor; gleichnamiges Album bei AUM Fidelity), 2013 trat er mit Ingrid Laubrocks Band Anti-House auf.
Im Bereich des Jazz wirkte Conly zwischen 1994 und 2016 bei 54 Aufnahmesessions mit, u. a. bei Mark Buselli, Anthony Coleman (Lapidation), Yoron Israel, Gregory Tardy (Abundance, 2001), Mara Rosenbloom, Joel Harrison (Free Country, 2003) und Darren Johnston (Wild Awake 2023). 2018 legte er das Album Hard Knocks (Clean Feed) vor; 2021 folgte The Buzz (577 Records, mit Francisco Mela und Leo Genovese). Conly lebt in New York City, wo er als Musiker, Komponist und Arrangeur tätig ist.